# Irina Begljakovová
Irina Anatoljevna Begljakovová (rusky Ири́на Анатолъевна Бегляко́ва; 26. února 1933 – 19. března 2018 Moskva) byla sovětská atletka, která startovala hlavně v hodu diskem. Trénovala v Burevěstniku v Moskvě. Sovětský svaz (SSSR) reprezentovala na Letních olympijských hrách v Melbourne (1956), kde získala stříbrnou medaili v hodu diskem.